# Kasteel Rijsdaal

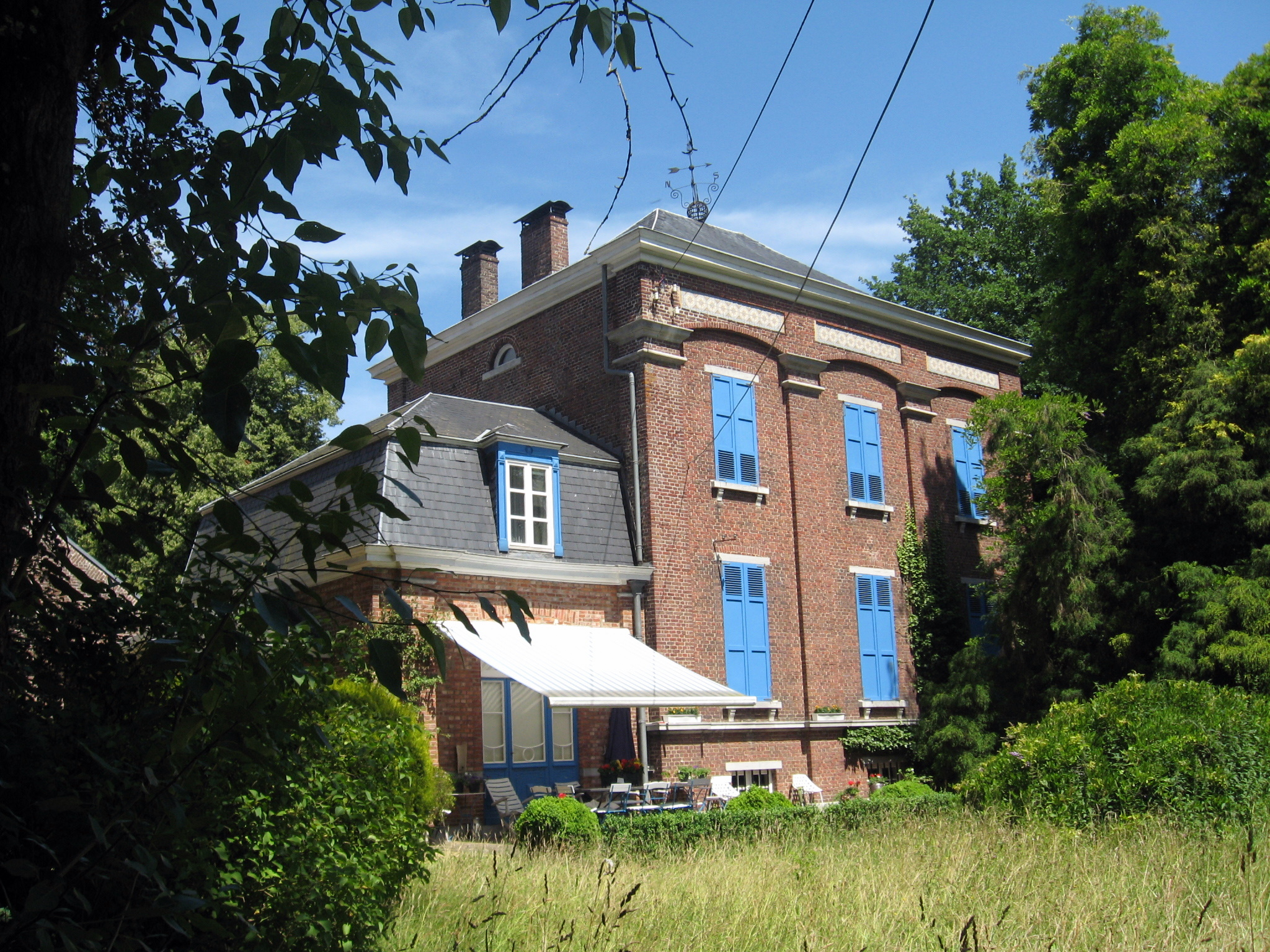
Kasteel Rijsdaal

Kasteel Rijsdaal is een in een park gelegen herenhuis, gelegen aan Herkkantstraat 177 te Spalbeek.
Het huis werd in de 2e helft van de 19e eeuw gebouwd door H.J. Pollenus (1796-1879) die burgemeester was van Spalbeek. Na hem kwam Emile Pollenus er te wonen die eveneens, gedurende 50 jaren, burgemeester van Spalbeek is geweest.
Het is een statig bakstenen neoclassicistisch herenhuis, waarvan de voorgevel gesierd is door pilasters en een fronton. De toegangsdeur wordt bereikt via een trap en een balustrade, waarbij de leuningen voorzien zijn van leeuwen.
Er zijn ook enkele bijgebouwen, namelijk een wagenhuis en een dwarsschuur, welke laatste in vakwerkbouw is uitgevoerd.
Het geheel is gelegen in een park.